# Herb (Wara)
Herb – część wsi Wara w Polsce, położona w województwie podkarpackim, w powiecie brzozowskim, w gminie Nozdrzec.
W latach 1975–1998 Herb administracyjnie należał do województwa krośnieńskiego.